# La Pietat de Vic
La Pietat és una església a la ciutat de Vic (Osona) protegida com a bé cultural d'interès local. Església amb una gran nau, orientada de nord a sud, amb capelles laterals. La nau està dividida en sis trams i als peus, sota el rerecor, un arc quadripartit. La resta de la nau presenta capelles laterals i cada tram està marcat a la coberta amb arcs d'estuc. El presbiteri queda definit per un seguit de graons i a sobre l'altar, dedicat a Sant Sadurní. La capçalera presenta un cambril cobert per una cúpula, amb vuit divisions d'estuc. El campanar de planta quadrada flanqueja el presbiteri per la part de ponent i s'eleva per damunt del conjunt del temple formant una torre octogonal, i a la part superior s'hi obren vuit finestres d'arc de mig punt que està coronat per una balustrada, en la que s'inscriu l'esfera d'un rellotge. A la part est de la nau s'hi adossa una àmplia capella dedicada al calvari i a la part oest una de més reduïda dedicada a Sant Llibori. El conjunt és cobert a dues vessants i presenta una façana principal al Sud i una altra de secundària a l'oest. La façana sud presenta un eix de simetria vertical i diferencia la nau central de les capelles laterals. La portalada conté una fornícula dedicada a la Pietat. La façana oest conté diverses obertures, l'antic Portal de Sant Sadurní i una portalada esculpida.

## Façana i portal de ponent
El portal adovellat que es conserva data del segle xvi i venia a substituir el romànic situat al migdia. Al segle xvii, l'església de Sant Sadurní va ser subsistida per l'església de la Pietat.Les restes de la façana de l'antiga església de Sant Sadurní, es troben adossades al mur de ponent de l'actual església de la Pietat. El traçat de la nau de l'antiga església, coincideix amb el perímetre del cor del temple barroc, i l'absis estava situat on actualment es troba la capella dedicada al Sant Crist. Adossat al mateix temps a l'antic Castell dels Montcada, avui enderrocat. La façana, és l'únic element romànic que es conserva, presenta el típic capcer triangular amb un ampli portal adovellat i una finestra d'esqueixada, amb tancament d'alabastre, al damunt. L'antic temple tenia una porta a la façana de migdia que donava a la Plaça de la Quintana.
El parament del mur és de carreus de pedra picada i gres de Folgueroles. Les dovelles del portal i de la finestra són de pedra picada. L'estat de conservació de la pedra és força precari.

## Capella dels Sants Màrtirs
Al 1427 el Consell de partida de Montcada, va decidir reformar la capella que havia estat malmesa pels terratrèmols. El 1720 l'escultor Jacint Morató treballava en la confecció del retaule de l'altar major que ocupava el presbiteri. Un incendi el va destruir el 1734, després es va resoldre d'encapçalar l'església amb una capella cupulada a la veneració dels Sants Màrtirs. El disseny va anar a càrrec de l'arquitecte barceloní Nicolau Traver. A finals de segle xviii encara s'hi treballava. També hi va participar l'escultor Antoni Real, i les pintures són obra de Marià Colomer.
Al sector nord de la nau de l'església s'hi situa el presbiteri, darrere l'altar major s'hi construí un cambril de planta de creu grega. És cobert per una cúpula bastida sobre quatre arcs. La cúpula presenta vuit divisions d'estuc i una llanterna al centre. La capella és separada de la nau per un arc amb pintures que representen el judici final. Al mig hi ha un templet amb imatges de Sant Llucià i Marcià de mida natural damunt l'urna de les relíquies del Sant. Els murs presenten decoracions d'estuc que emmarquen uns quadres amb representacions relatives a la vida dels Sants Màrtirs i amb boniques vistes de la ciutat de Vic. També hi ha plafons on s'hi representen els dotze apòstols i els quatre evangelistes. També hi ha pintures referents als consellers de la ciutat de Vic.
L'escassa il·luminació de la capella dificulta la visió de les pintures que caldria netejar.

## Façana principal
Es va començar a construir al 1664 posant la primera pedra a l'angle de la façana del Carrer de Sant Sadurní. El mestre d'obra era el vigatà Josep Morató, que treballava conjuntament amb Isidor Morató. A partir de 1685 hi van començar a participar els germans Josep i Joan Francesc Morató, que van treballar en la façana fins al 1689. Aquesta façana segueix un eix vertical de simetria marcant l'alçada de la nau per dues pilastres a partir del nivell de la coberta. A través d'una escalinata de nou graons s'accedeix a la portalada resolta com si fos una escultura. Flanquegen el portal dues parelles de columnes adossades al mur i assentades damunt un pedestal amb l'escut de la ciutat. Els capitells de les columnes són corínties amb un fris al damunt amb àngels i volutes esculpides. Al damunt hi ha una fornícula, també amb les mateixes decoracions, que conté la imatge de la Pietat, la qual està molt deteriorada. Sobre el portal esculpit, hi ha un òcul amb vitralls geomètrics i decoracions al voltant. A les franges laterals s'hi distribueixen finestres. El capcer s'acaba amb volutes i pinacles triangulars a les parts laterals i un frontó triangular trencat a la part central. La façana presenta la inscripció:"RO MA". Degut al mal estat de la conservació de la pedra, caldria consolidar el conjunt.

## Capella de sant Llibori

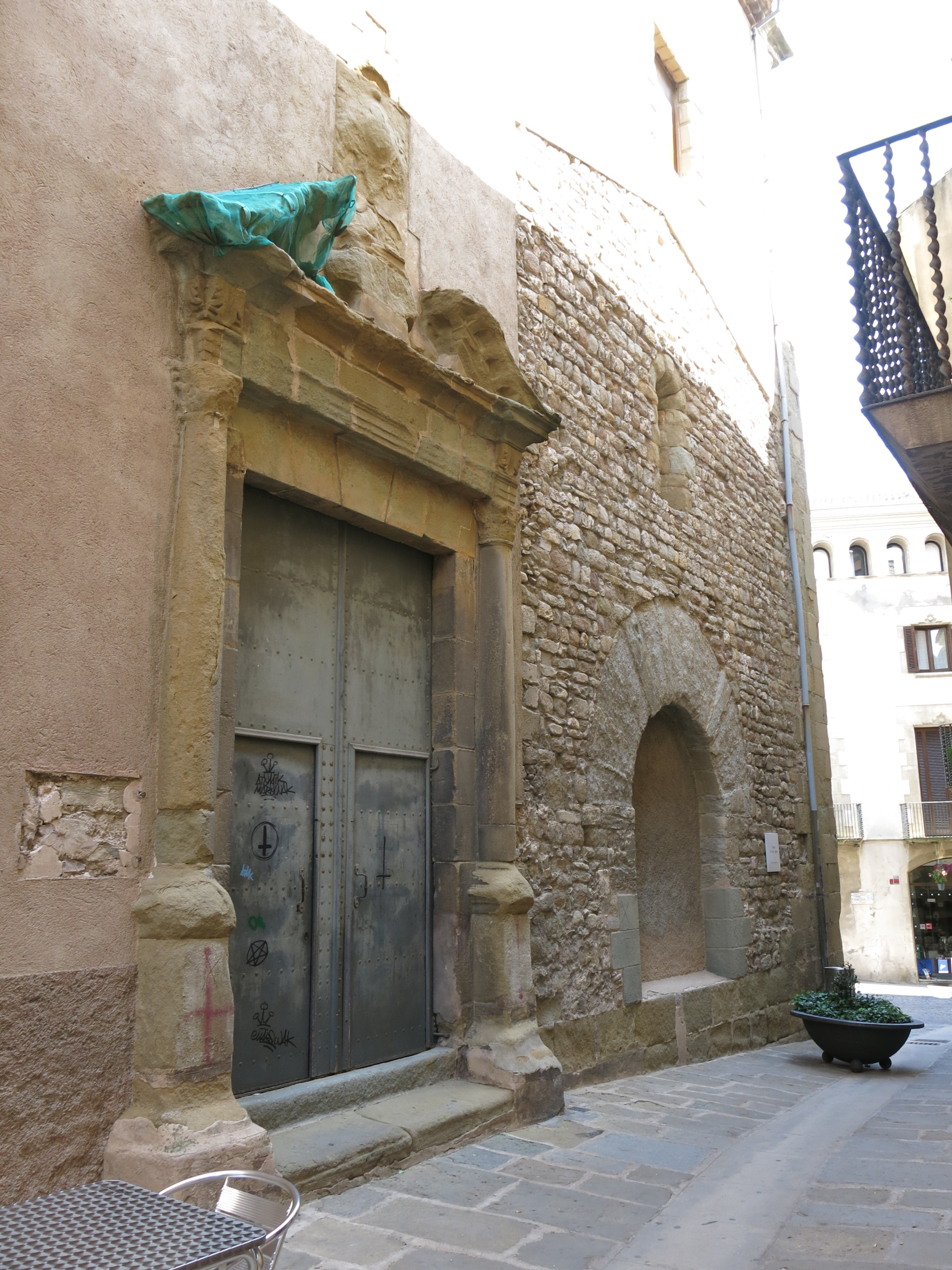
Portals de Sant Llibori i Sant Sadurní a la façana oest

El lloc on es va erigir l'església de la Pietat ha estat un centre de culte continuat. Segons la tradició, al 1050, s'hi van trobar les relíquies de sant Llucià i de sant Marcià, patrons històrics de la ciutat de Vic. Sembla, doncs, que a partir de la troballa, en el segle xii s'hi va construir l'església de Sant Sadurní, la portalada de la qual encara es conserva al mur oest. El 1427 el Consell de la partida de Montcada decidí reformar la capella que havia estat malmesa pels terratrèmols. Fou el 1454 quan es començaren les obres de la nova església, dedicada a la Mare de Déu de la Pietat i comunicada a la Sant Sadurní per mitjà d'una gran arcada. L'edifici d'estil gòtic que s'acabà el 1467. El traçat barroc de l'església s'inicià el 1614 i les obres el 1630. Sembla que les obres s'iniciaren pel presbiteri, una làpida esculpida al mur del campanar ens dona la data de 1636. La façana va ser feta a partir del 1664 per l'arquitecte Josep Morató i va ser dirigida per l'arquitecte Josep Morató i Selles, moment en què es construí el cambril al darrere del presbiteri. La nova capella va ser dedicada als Sants Màrtirs i va ser decorada pel pintor Marià Colomer. El 1775 es col·locà el rellotge del campanar.
Al voltant del temple s'hi van anar erigint diversos altars dedicats als Sants Màrtirs, Sant Crist, Sant Isidre, la Concepció, Sant Roc, Sant Antoni, Sant Llibori i Sant Erasme. El 1688 s'hi fundà la confraria de Sant Llibori, erigint un altar i un retaule obrat per Pau Costa i en la qual es veneren les relíquies del Sant. Actualment el retaule ha desaparegut i la Capella de Sant Llibori s'ha convertit en lloc de culte diari degut a les seves dimensions reduïdes i al ésser accessible des de la casa rectoral. En ella s'hi custòdia el sagrari. L'església va iniciar la restauració de l'interior l'any 1988 i es continuà amb la restauració de la rectoria fins al 1991.